# Electric Eye (песня)
«Electric Eye» (с англ. — «Электрическое око») — песня британской метал-группы Judas Priest с альбома 1982 года Screaming for Vengeance, в том же году выпущенная в качестве сингла. Она прочно вошла в репертуар коллектива, нередко открывая концерты (вместе с предваряющей её инструментальной композицией The Hellion).

## Песня
Композиция написана в тональности ми минор, соло исполнено Гленном Типтоном. Повествование в «Electric Eye» ведётся от лица космического спутника, непрерывно следящего за людьми; возможно, песня отсылает к роману-антиутопии британского писателя Джорджа Оруэлла «1984», в котором описывается тоталитарное государство и, в частности, упоминаются телекраны, подсматривающие за гражданами.

## Список композиций
Слова и музыка всех песен — написаны Робом Хэлфордом, Гленном Типтоном, Кей Кей Даунингом.
| №  | Название                       | Длительность |
| -- | ------------------------------ | ------------ |
| 1. | «The Hellion» / «Electric Eye» | 4:17         |

| №  | Название             | Длительность |
| -- | -------------------- | ------------ |
| 1. | «Riding on the Wind» | 3:15         |

## В записи участвовали
- Роб Хэлфорд — вокал
- Гленн Типтон — гитара
- Кей Кей Даунинг — гитара
- Иэн Хилл — бас-гитара
- Дейв Холланд — ударные

## Кавер-версии
- В 1996 году кавер-версия «Electric Eye» вышла в качестве бонуса на специальном издании седьмого альбома немецкой метал-группы Helloween The Time of the Oath, а также вошла в одноимённый сингл.
- В 1998 году группа Benediction записала свой вариант песни на альбоме Grind Bastard.
- В 2004 году мексиканская метал-группа Lvzbel[англ.] записала кавер-версию «Electric Eye» на испанском языке для трибьют-альбома Mirada Electrica: Tributo a Judas Priest, в который вошли и другие популярные композиции британского коллектива.
- В 2011 метал-группа As I Lay Dying выпустила свою кавер-версию на сборнике Decas[англ.] и в качестве сингла, а также сняла на неё видеоклип. В 2014 году американская фолк-певица Lissie включила кавер-версию «Electric Eye» в свой мини-альбом Cryin’ to You и исполняла её во время тура.
- В 2011 году песня «Electric Eye» была исполнена группой Loaded совместно с вокалистом Кори Тэйлором и гитаристом Стивом Джонсом на мероприятии Golden God Awards show американского журнала Revolver.

## В саундтреках
«Electric Eye» присутствует в компьютерных играх Grand Theft Auto: Vice City Stories (для PSP и PlayStation 2), Brütal Legend, Guitar Hero Smash Hits. Упоминается в киноленте «Tenacious D: Медиатор судьбы» в песне «Break in-City (Storm the Gate!)».
Pixar изначально планировали включить песню в саундтрек фильма «История игрушек: Большой побег», но в итоге отказались от этой идеи.

## Позиции в хит-парадах
| Год  | Хит-парад                                | Высшая позиция | Пребывание в чарте |
| ---- | ---------------------------------------- | -------------- | ------------------ |
| 1982 | США (Billboard Rock Albums & Top Tracks) | 38             | 2 недели           |